# Drösing
Drösing (česky Střezenice, slovensky Strezenice ) je městys v Rakousku ve spolkové zemi Dolní Rakousy v okrese Gänserndorf.

## Geografie

### Geografická poloha
Drösing se nachází ve spolkové zemi Dolní Rakousy v regionu Weinviertel. Rozloha území městyse činí 29,43 km², z nichž 25,7 % je zalesněných.
Doprava
Přes území městyse prochází od jihu na sever Zemská silnice B49. Souběžně s ní také prochází železniční trať, směřující do Břeclavi.
Jsou tu také vedeny cyklistické stezky.

### Části obce
Území městyse Drösing se skládá ze dvou částí (v závorce uveden počet obyvatel k 1. 1. 2017):
- Drösing (870)
- Waltersdorf an der March (258)

### Sousední obce
- na severu: Ringelsdorf-Niederabsdorf
- na východu: Závod (SK)
- na jihu: Jedenspeigen
- na západu: Zistersdorf

## Politika

### Obecní zastupitelstvo
Obecní zastupitelstvo se skládá z 19 členů. Od komunálních voleb v roce 2015 zastávají následující strany tyto mandáty:
- 13 SPÖ
- 6 ÖVP

### Starosta
Od roku 2015 je starostou městyse Drösing Josef Kohl ze strany SPÖ.